# Иннокентий (Усов)
Митрополи́т Инноке́нтий (в миру Ива́н Григо́рьевич У́сов; 23 января 1870, посад Святск, Суражский уезд, Черниговская губерния — 3 [16] февраля 1942, хутор Писк, близ Браилы, Румыния) — предстоятель зарубежной части Русской православной старообрядческой церкви с титулом — митрополи́т Белокрини́цкий и все́х христиа́н, в расе́янии су́щих. Проповедник и духовный писатель.

## Биография

### Молодость
Родился 23 января 1870 в посаде Святске Суражского уезда Черниговской губернии в мещанской семье.
После того как Иван успешно окончил начальное училище, родители отдали его учиться иконописанию в Святском посаде, который являлся одним из центров старообрядческой иконописи.
В 1891—1895 годы служил в 16-м Ладожском пехотном полку, стоявшем в Ломжинской губернии в Польше.
Летом 1895 года, по завершении военной службы, поселился в селе Безводном Нижегородского уезда Нижегородской губернии, где стал учеником и помощником священноинока Арсения (Швецова). Уже в сентябре 1895 года он начал писать здесь своё первое крупное сочинение — «Разбор ответов на 105 вопросов», которое было издано на гектографе в конце 1896 года.
Его дебют как полемиста на публичных диспутах состоялся 30 августа 1896 года в Нижнем Новгороде во время ярмарки в недавно построенном Александро-Невском Новоярмарочном соборе на Стрелке. При его выступлении присутствовала большая группа нижегородских и московских старообрядцев, в том числе и священноинок Арсений (Швецов).
В течение нескольких лет он вырос в крупнейшую фигуру нижегородского старообрядчества. Его значение признавали и противники: в ежегодных отчётах «Братства Святого Креста», в «Нижегородских епархиальных ведомостях», в центральных журналах «Братское слово» и «Миссионерское обозрение» имя «известного расколоучителя И. Г. Усова» упоминалось всё чаще и чаще.
28 июля 1902 года постановлением Освященного собора старообрядческих епископов Русской православной старообрядческой церкви определён быть епископом Нижегородским.
Был посвящён в инока 28 октября 1902 года старообрядческим («белокриницким») епископом Уральским Арсением (Швецовым).
5 ноября 1902 года рукоположён в сан иеродиакона, а 13 ноября в священноинока.

### Епископ
27 апреля 1903 года в Нижнем Новгороде рукоположён во епископа Нижегородского и Костромского епископами Уральским Арсением и Казанским Иоасафом. К моменту занятия Нижегородско-Костромской кафедры епископ Иннокентий уже около 8 лет жил на Нижегородчине и хорошо её знал.
Епископ Иннокентий начал с того, что совершил ряд больших поездок по Нижегородской и Костромской губерниям. Старообрядцы повсеместно с воодушевлением приветствовали своего архипастыря. До него старообрядческие архиереи объезжали свою епархию тайно, одетые в мирскую одежду и часто преследуемые властями. Богослужения по большей части тоже совершались тайно.
В 1904 году основал первый древлеправославный журнал «Старообрядческий вестник», печатавшийся в Австро-Венгрии. После императорского указа 1905 году о свободе вероисповедания издавал в Нижнем Новгороде журнал «Старообрядец», а после его закрытия за публикацию статьи «Духовенство господствующей церкви в изображении русских писателей новейшего времени» — журнал «Старообрядцы». Был членом Союза старообрядческих начётчиков, председательствовал на его съездах (начётчиком был и его брат Василий Григорьевич Усов). Участвовал в подписании Бендерского мирного акта 1907 года между старообрядческой церковью и представителями движения «неокружников», близких по своим взглядам к беспоповцам и обвинявших церковное руководство в сближении с «новообрядческой церковью».
Принадлежал к старообрядческим священнослужителям, которые не чуждались общения со светскими людьми, в том числе с деятелями культуры. Известный писатель Михаил Пришвин так вспоминал о своей встрече с епископом Иннокентием: «Маленький чёрный монашек с нервным, интеллигентным лицом сидит за круглым столом, читает книгу. Какую? „Юлиан Отступник“ Мережковского… Два-три слова о романе, и мы знакомы». В беседе с Пришвиным епископ высказывался в пользу «полного разграничения земной Церкви и земного государства».

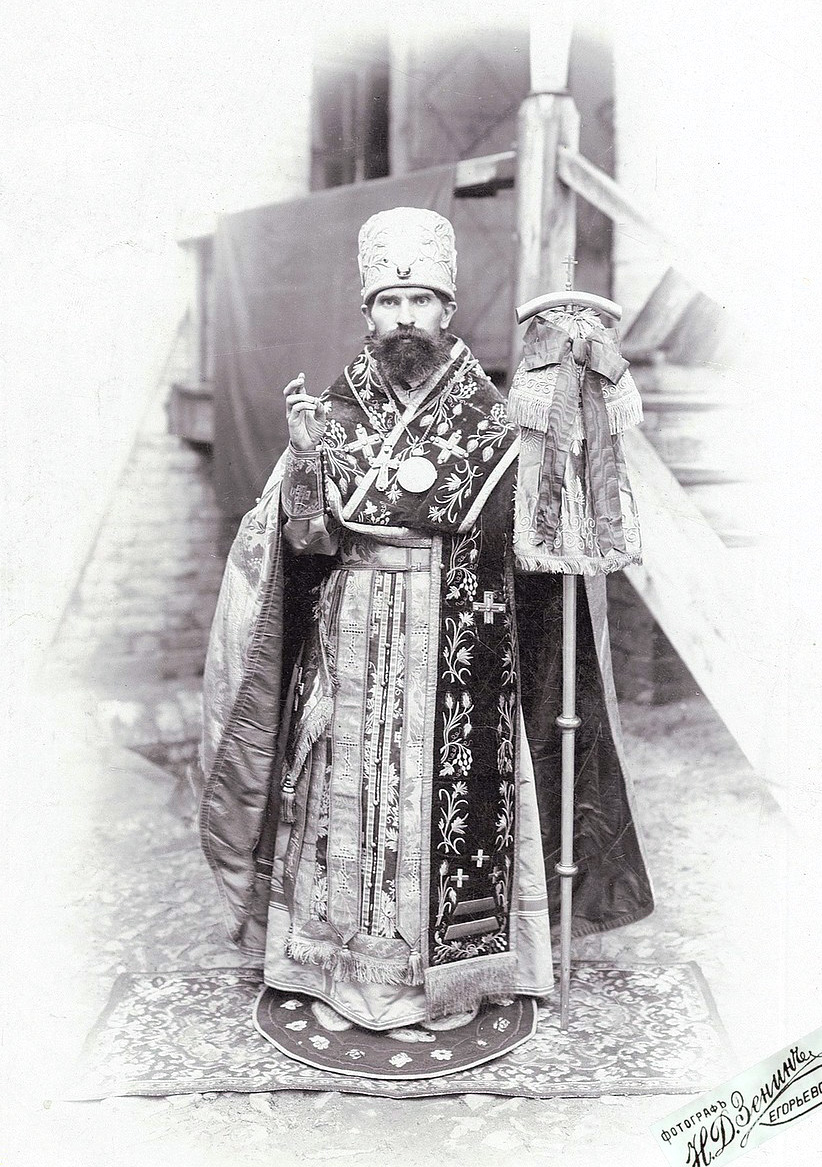
Епископ Нижегородский Иннокентий (Усов)

20 октября 1907 года присоединил к старообрядческой церкви архимандрита Михаила (Семёнова), которого 20 ноября 1908 года в Нижнем Новгороде единолично рукоположил во епископа Канадского.
За это в 4 февраля 1909 года старообрядческий Освященный собор постановил епископу Иннокентию «воздержаться от всякого священнодействия до 25 августа», а хиротония владыки Михаила признана действительной.
Известный старообрядческий деятель Фёдор Мельников так вспоминал о деятельности епископа Иннокентия до 1917 года:

Почти все начинания и предприятия в старообрядчестве как того времени, так, в особенности, «золотого» периода, были <организованы> по его инициативе, он же был и первым их <участником>. Так, он первым начал созывать епархиальные съезды; раньше всех организовал у себя курсы для подготовки старообрядческих учителей; прежде других начал созидать в своей епархии монастырь с широко задуманными задачами: не только для иноческого жития образцовый, но и с апологетическими, просветительными, церковно-иерархическими и другими подобными же целями. Смелый, предприимчивый, он много раз лично обращался к правительству со своими ходатайствами по старообрядческим делам и почти всегда имел успех. Особенно много он потрудился в деле примирения с Церковию неокружников, беглопоповцев, беспоповцев.

В 1916 году вместе с епископом Геронтием (Лакомкиным) принял участие в последнем заседании Петроградского религиозно-философского общества, посвящённом памяти епископа Михаила.
Во время Гражданской войны активно поддерживал белое движение, известно, что он читал лекцию «В защиту религии» в Добровольческой армии. Составил «Молитву об избавлении России», в которой содержались следующие прошения к Богу:

Сохрани мир Свой от патлы воинствующаго безбожия, избави страну русскую от враг Твоих, терзающих и убивающих тьмами ни в чём не повинных людей, а наипаче верующих в Тя, упокой во царствии Твоём всех умученных оружием и стрелянием, гладом и мразом и иными смертями от человеконенавистных слуг диавола. Приими оружие и щит и восстани на помощь нашу. Простри нам с высоты славы Твоея руку помощи, и укрепи волю и силы наши поразити и низложить злолютых врагов рода человеческаго… и свободи землю нашу от тяжкаго ига ненавистнаго владычества богоборцев.

### Жизнь в эмиграции
В 1920 году эмигрировал в Румынию, с 1920 — управляющий Кишинёвской епархией. В 1921 году, после смерти митрополита Белокриницкого Макария, на Освященном соборе был избран на его место, но его возведение в сан было отложено до выяснения мнения старообрядческих архиереев, оставшихся в России. Их согласие было получено, но против кандидатуры владыки Иннокентия выступили власти Румынии, выславшие его в мае 1922 года из страны как не имевшего румынского подданства. Некоторое время жил в Югославии, через полтора года получил возможность вернуться в Румынию и вновь вступить в управление Кишинёвской епархией. В конце 1920-х годов долго проживал в селе Кунича на северо-востоке Молдавии. В 1935 году по просьбе верующих рукоположил для Измаильской епархии епископа Силуяна — это решение было в следующем году утверждено Освященным собором старообрядческой церкви, что прекратило длительный конфликт в этой епархии (так называемую «феогеновскую» смуту — по имени предыдущего епископа Феогена, удалённого из епархии по требованию прихожан). На этом же соборе епископ Иннокентий был утверждён на Кишинёвской кафедре.
После того, как в 1937 году у старообрядческих приходов, расположенных в Маньчжурии, прервалась переписка с епископом Афанасием (Федотовым), настоятель харбинского Петропавловского храма о. Иоанн Кудрин обратился к митрополиту Белокриницкому Пафнутию (а после его смерти — к митрополиту Белокриницкому Силуяну) с просьбой о принятии харбинского Петропавловского прихода в ведение Белокриницкого митрополита до времени падения в России коммунистического режима (из иерархов РПСЦ на свободе в 1939 году оставался только епископ Калужский и Смоленский Сава). В 1940 году митрополит Белокриницкий Силуян ответил о. Иоанну Кудрину, что принимает «Свято-Петропавловский приход в ведение Белокриницкой митрополии, к которой он отселе и будет принадлежать, но принимаю не непосредственно в своё ведение, а поручаю его Кишинёвскому епископу Иннокентию». В связи с захватом Белой Криницы Красной армией, епископ Иннокентий не смог приступить к окормлению маньчжурских старообрядцев.
В конце июня 1940 года Бессарабия отошла к СССР. Епископу Иннокентию пришлось покинуть Кишинёв. Он поселился в Тулче и в июле 1940 года получил титул епископа Тульчинского.

### Митрополит Белокриницкий
8 мая 1941 года на Освященном соборе был избран митрополитом Белокриницким. К тому времени старообрядческая митрополичья кафедра была перенесена в Браилу, так как Белая Криница, как и вся Северная Буковина, в 1940 году была занята советскими войсками. 10 мая 1941 году епископом Славским Саватием, Маньчжурским и временно Тульчинским Тихоном возведён в сан митрополита.
У него были масштабные планы по улучшению деятельности митрополии — он предполагал создать центр просвещения, заняться созданием школ во всех заграничных старообрядческих приходах, организовать старообрядческую типографию, заняться изданием журнала и книг. Однако эти планы не реализовались.
После начала Великой Отечественной войны митрополит Иннокентий как иностранец был выслан в город Яссы под надзор. Его переговоры с румынскими властями о разрешении жить в Белокриницком монастыре не имели успеха.
В этих условиях «одинокий, бесправный, всеми оставленный и в то же время поднадзорный» (по определению Фёдора Мельникова) митрополит Иннокентий тяжело заболел — у него развилась мания преследования, ему казалось, что он может попасть в руки большевиков. Только после этого власти разрешили перевести его в старообрядческое село Писк, где он скончался, в течение долгого времени отказываясь от приёма пищи. Там же был похоронен. Чин погребения был совершён епископами Тихоном (Качалкиным) и Арсением (Лысовым).